# Boganathar
Boganathar, citato anche come Bhogar o Bogar (India, 500 a.C. – 300 a.C.), viene ricordato in varie culture sia come santo originario dell’India meridionale (siddhar) oppure come filosofo buddista cinese, che ha vissuto dal periodo compreso tra l’anno 550 e l’anno 300 avanti Cristo.
Quelli che ritengono che sia stato un filosofo cinese filo taoista, sostengono che sia andato in India per studiare medicina. Per molti, Bogar sarebbe della stessa generazione di Thirumoolar, uno scrittore e mistico delle sette Tamil Shaivite in India. Samadhi, terminologia propria alla filosofia Indo-buddista, e dal suo significato originale Unione, totalità, raggiungimento di uno scopo...; viene menzionato in almeno uno dei sei posti a Tamil Nadu, una regione nella parte meridionale dell'India.
Secondo la leggenda, grazie a una lega fatta di nove metalli e composti medicinali, un Siddhar Bogar avrebbe creato e poi consacrato l'immagine di Murugan nel tempio della collina di Palani, usando la collina stessa come ashram. Avrebbe inoltre fondato un tempio dedicato a Murugan a Kataragama nello Sri Lanka. A oggi non vi è alcuna statua di Murugan, ma solo una piastra di rame con delle scritte in linguaggio Manthras. I sacerdoti del tempio di Murugan a Palani, secondo la tradizione, sarebbero discendenti di Pulippāni, un discepolo del Siddha Bhogar, ed avrebbero servito nel tempio fino al XVI secolo.
Secondo quanto viene riportato nei documenti di medicina siddha, Bogar avrebbe scoperto l'elisir dell'immortalità. La Farmacognosia è il trattato migliore sulle terapie che avrebbe scritto e sviluppato. Bogar ha anche basato le sue ricerche sul yoga, sul tiro all'arco ed ha scritto un glossario di medicina.